# Михайловская церковь (Слуцк)
Слуцкая Свято-Михайловская церковь (бел. Слуцкая Свята-Міхайлаўская царква) — кафедральный собор Слуцкой епархии Белорусской православной церкви в Слуцке, памятник белорусского деревянного зодчества второй половины XVIII века.

## История

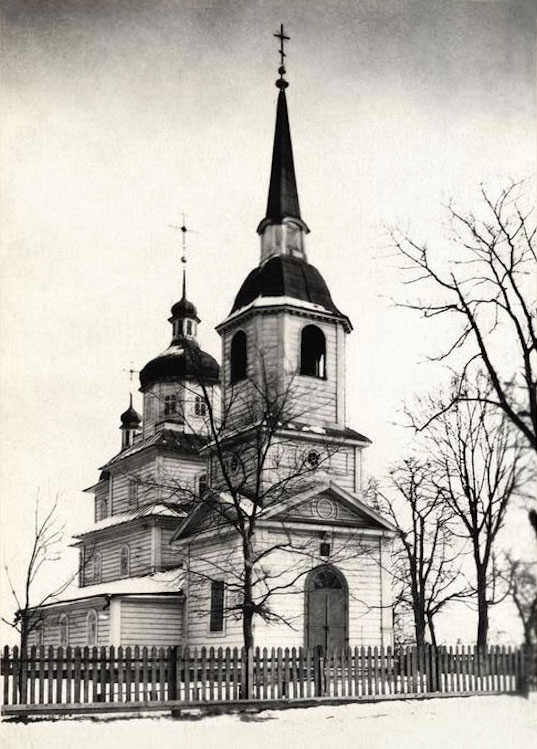
Михайловская церковь (1940-е годы)

Церковь во имя святого Архистратига Михаила построена из дерева в традициях народного зодчества с элементами стилей барокко и позднего классицизма. В 1812 году разрушена французами. Имела два приписных храма: святой великомученицы Варвары (на кладбище), святого великомученика Георгия в селе Храново и пять часовен в близлежащих деревнях. В 1990-е годы стала собором. Престольный праздник 21 ноября.
Вначале существовала как Константиновская церковь в Старом городе, в конце XVIII века перенесена в предместье Остров и возведена на месте разобранной в 1795 году Михайловской церкви. Сначала была двухсрубная. В конце XIX века с востока пристроили башню-звонницу.
Включена в Государственный список историко-культурных ценностей Республики Беларусь как объект историко-культурного наследия республиканского значения.
Чин великого освящения храма после реконструкции совершил 26 декабря 2021 года патриарший экзарх всея Беларуси, временный управляющий Слуцкой епархией митрополит Минский и Заславский Вениамин (Тупеко).

## Архитектура
Состоит из трех многоярусных срубов, поставленных вдоль одной оси и завершенных гранеными куполами, и галереи, окружающей основную часть здания и раскрытой к центральному срубу.
Высотность композиции нарастает от алтаря ко входу: алтарный сруб завершен четвериком со шлемообразным куполом, основной сруб — четвериком и восьмериком с грушеобразным куполом, колокольня состоит из двух четвериков, поставленных друг на друга, и восьмерика со шлемообразным куполом и шпилем. Стены горизонтально обшиты досками. Окна имеют полуциркульное арочное завершение.